# Castillo de Glücksburg

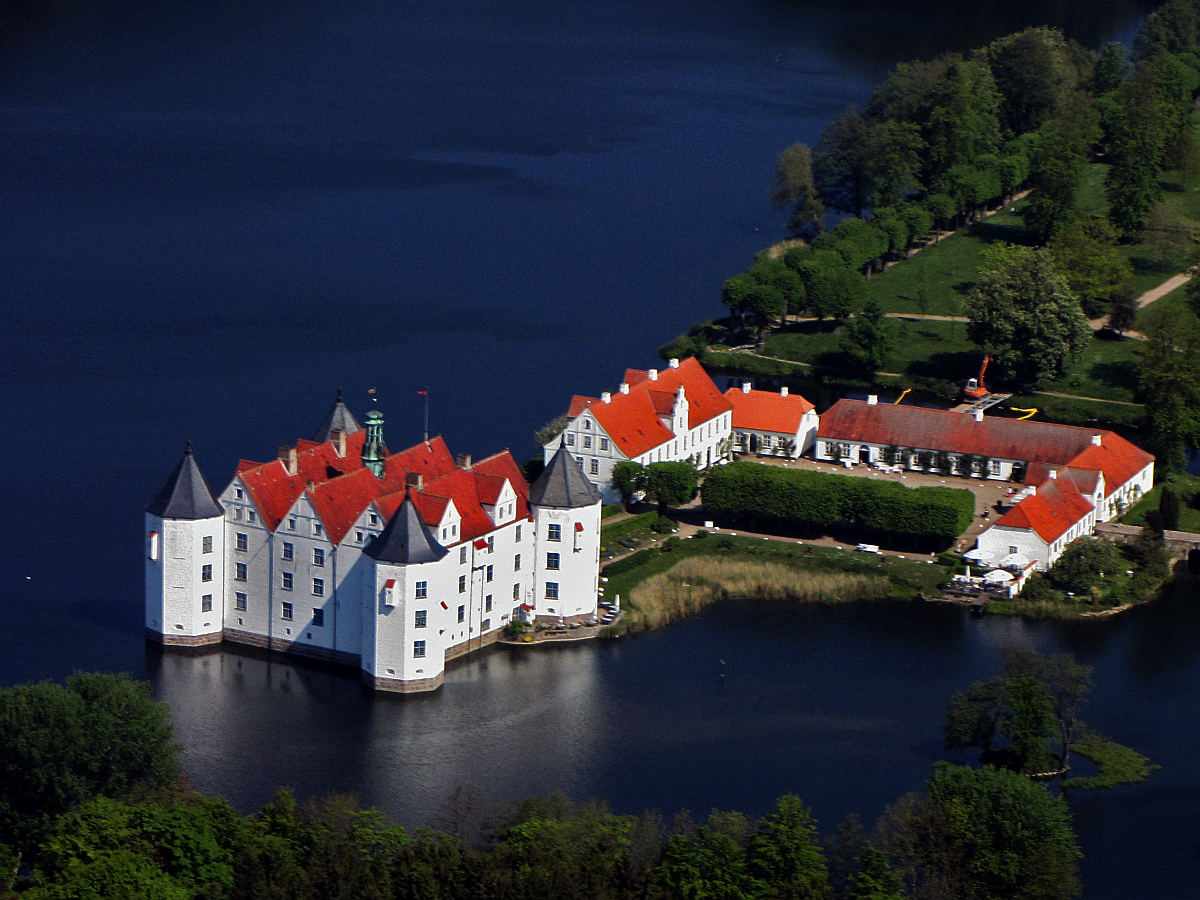
Vista aérea del palacio de Glücksburg.

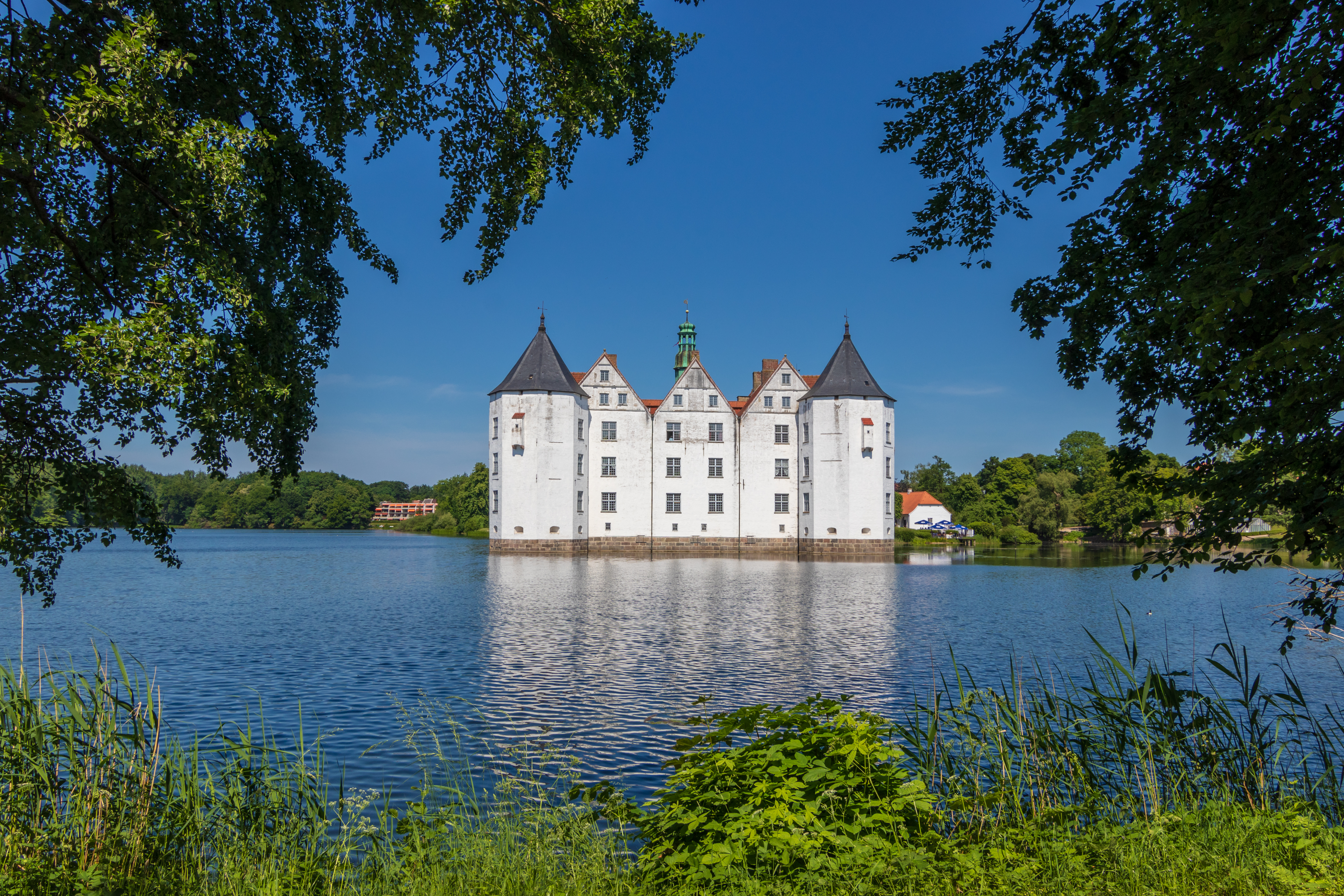
Palacio de Glücksburg, fachada sur.

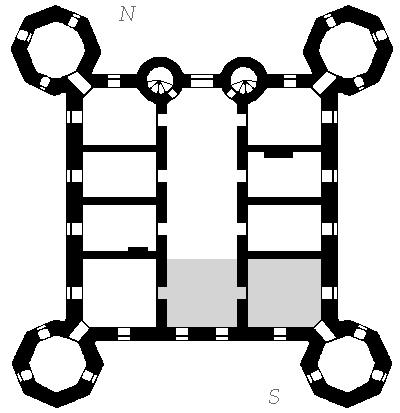
Planta de los pisos superiores; la parte gris marca la capilla en la planta baja.

El castillo de Glücksburg (en alemán: Schloss Glücksburg, en danés: Lyksborg Slot) es un castillo palaciego (schloss) rodeado de agua en la localidad de Glücksburg, Alemania. Es uno de los más importantes palacios renacentistas en el Norte de Europa, y la estructura palaciega más septentrional de Alemania, cerca de la frontera con Dinamarca.
Es la sede de la Casa de Schleswig-Holstein-Sonderburg-Glücksburg y también fue utilizado por los reyes daneses. Situado en el fiordo de Flensburg, el palacio es ahora un museo propiedad de una fundación y no está habitado por la familia ducal. El consejo de la fundación está presidido por Christoph, Príncipe de Schleswig-Holstein, el actual duque titular y jefe de la Casa de Glücksburg y la Casa de Oldemburgo.
El castillo fue construido desde 1582 hasta 1587 por Nikolaus Karie para el Duque Juan II de Schleswig-Holstein-Sonderburg (1545-1622) en el emplazamiento de un antiguo monasterio, que fue utilizado en parte como material de construcción. A continuación, el terreno del monasterio fue inundado para crear un gran estanque que rodea la estructura por completo.